# Tuburan (Cebu)
Tuburan is een gemeente in de Filipijnse provincie Cebu. Bij de census van 2015 telde de gemeente bijna 64 duizend inwoners.

## Geografie

### Bestuurlijke indeling
Taburan is onderverdeeld in de volgende 54 barangays:
| - Alegria - Amatugan - Antipolo - Apalan - Bagasawe - Bakyawan - Bangkito - Bulwang - Kabangkalan - Kalangahan - Kamansi - Kan-an - Kanlunsing - Kansi - Caridad - Carmelo - Cogon - Colonia | - Daan Lungsod - Fortaliza - Ga-ang - Gimama-a - Jagbuaya - Kabkaban - Kagba-o - Kampoot - Kaorasan - Libo - Lusong - Macupa - Mag-alwa - Mag-antoy - Mag-atubang - Maghan-ay - Mangga - Marmol | - Molobolo - Montealegre - Putat - San Juan - Sandayong - Santo Niño - Siotes - Sumon - Tominjao - Tomugpa - Barangay I - Barangay II - Barangay III - Barangay IV - Barangay V - Barangay VI - Barangay VII - Barangay VIII |

## Demografie
Tuburan had bij de census van 2015 een inwoneraantal van 63.866 mensen. Dit waren 4.952 mensen (8,4%) meer dan bij de vorige census van 2010. Ten opzichte van de census van 2000 was het aantal inwoners gegroeid met 12.021 mensen (23,2%). De gemiddelde jaarlijkse groei in die periode kwam daarmee uit op 1,38%, hetgeen lager was dan het landelijk jaarlijks gemiddelde over deze periode (1,72%).

De bevolkingsdichtheid van Tuburan was ten tijde van de laatste census, met 63.866 inwoners op 224,5 km², 284,5 mensen per km².